# سيدني جي. بويي
سيدني جي. بويي هو محامي وسياسي أمريكي، ولد في 26 يوليو 1865 في تالاديغا في الولايات المتحدة، وتوفي في 7 مايو 1928 في برمنغهام في الولايات المتحدة. نشط حزبياً في الحزب الديمقراطي. وقد انتخب عضو مجلس النواب الأمريكي ‏.